# Bronzavia Industrie
Bronzavia Industrie est une entreprise française de chaudronnerie spécialisée dans le secteur aéronautique.

## Histoire

### Création années 1930
En 1931, un ingénieur[Qui ?] perfectionne une bougie à noyau de bronze, très performante pour les moteurs d'avion. Une société appelée Bronzavia (Bronze comme le métal des bougies et Avia comme aviation) est créée pour son exploitation. Mais rapidement, d'autres matériels sont produits : radios, optiques, échappements, allumage moteur et toutes sortes d'équipements pour les avions militaires.
En 1937, dans le cadre de la politique de réarmement intensif voulu par l'État, une nouvelle usine Bronzavia est construite à Courbevoie (Boulevard Saint-Denis) d'après les plans de l'architecte Georges Hennequin (fils) complétée par une autre usine boulevard de Verdun, toujours à Courbevoie. Cette dernière est l'ancienne usine de l'ingénieur constructeur Alessandro Anzani, créateur des premiers moteurs trois cylindres en étoile à refroidissement par air. Alessandro Anzani l'avait acquise en 1907 et vendue à Henri Potez en 1923.. Ces unités  renforcent la production de l'usine de Lyon et celle de Blois.
En 1937, Jean Daninos, qui collaborait en indépendant avec différentes sociétés aéronautiques, est chargé par  Bronzavia de réorganiser le département de chaudronnerie aéronautique de cette dernière et en devient l'un des directeurs techniques. À cette époque cette société est dirigée par Henri Feuillée (1887-1975).
En décembre 1939, pour intensifier les commandes de guerre de l'État, Bronzavia crée une filiale, la société des Forges et les Ateliers de Construction d'Eure-et-Loir donnant l'acronyme commercial Facel. Basée à Dreux, Facel est dirigée par Marcel Koehler, nommé directeur général, tandis que le président (non exécutif) est le général d'armée aérienne René Aloïs Keller, par ailleurs tous deux administrateurs de Bronzavia. Marcel Koehler était déjà connu pour avoir créé dans les années 1910 la marque de motocyclettes sportives Koehler-Escoffier.

### Seconde Guerre mondiale
En 1941, le directeur technique de Bronzavia , Jean Daninos, part aux États-Unis pour, dira-t-il, "poursuivre l'effort de guerre auprès des Alliés", d'où il dirigera une nouvelle usine de sous-traitance pour l'aviation militaire exploitant les brevets de Bronzavia : La "General Aircraft Equipement Inc" tandis que Bronzavia passait sous le joug allemand.
En 1944, toujours en période de guerre, le Délégué Militaire de la région de Paris reçoit un message de l'État-Major disant :" Si dans sept jours, Bronzavia n'a pas sauté, la R.A.F envoie cinq cents bombardiers sur Courbevoie ! ". Afin d'éviter que les Alliés ne bombardent toute la ville de Courbevoie et ses alentours, un groupe de résistants (F.F.I) dirigé par Pierre Pène décide de saboter le 3 mars 1944 l'usine Bronzavia qui devient gênante. L'usine de Lyon (27 chemin de Grange Rouge) avait connu le même sort, le 27 janvier 1944

### Développement et consolidation

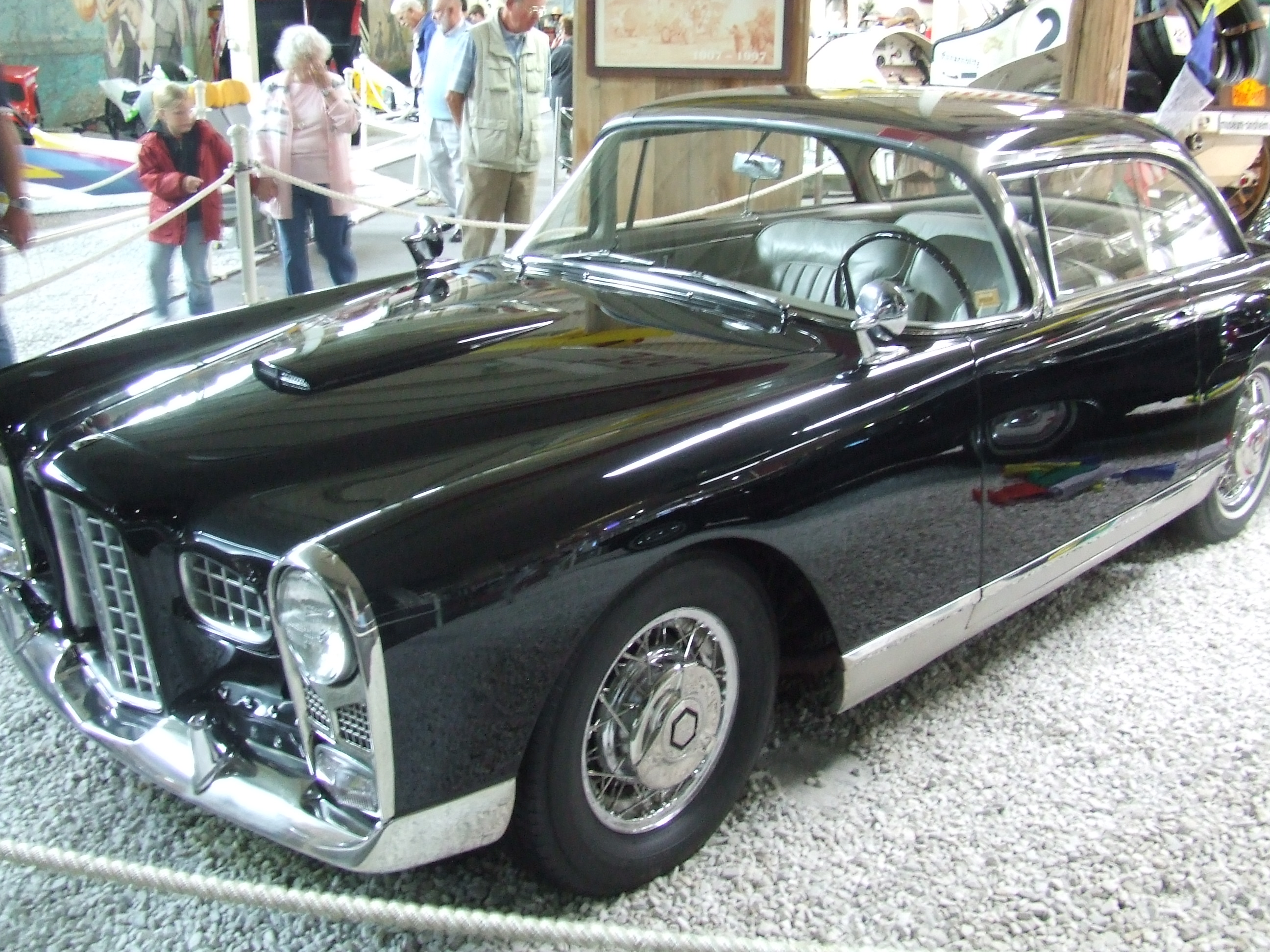
Facel Vega FV2

Après la Libération, Henri Feuillée perd la direction de Bronzavia et se replie sur Facel d'où il rappelle Jean Daninos. En août 1945, les dirigeants d'origine démissionnent et laisse la place à Jean Daninos nommé P-D.G. La suite ne concerne plus Bronzavia : Passionné d'automobiles de luxe et de sport, Jean Daninos oriente les activités de Facel vers l'automobile et créera en 1954 sa propre marque d'automobile de Grand Tourisme : Facel Vega qui deviendra célèbre dans le monde entier.
En 1949, Air France rachète l'usine Bronzavia (Potez) du boulevard de Verdun à Courbevoie.
En 1955, Bronzavia s'installe dans la zone industrielle du Petit-Nanterre. L'entreprise spécialisée dans la fourniture d'organes pour l'équipement aéronautique, y crée un centre d'essais pour le matériel de précision fabriqué dans l'usine mère de Courbevoie, puis une chaudronnerie pour la réalisation de pièces destinées à l'aviation.
En 1961, Bronzavia rachète l'entreprise Vermorel (du fondateur Victor Vermorel) à Villefranche-sur-Saône afin de reprendre pied dans le secteur de l'automobile. L'activité est liquidée quatre ans plus tard. En 1968, Bronzavia crée la société Sermel (société d'étude et de recherches pour la mécanique, l’électricité et l'électronique) afin de concurrencer Microturbo en fabriquant des petites turbines à gaz.
En 1970, Bronzavia fait détruire son usine du boulevard Saint-Denis de Courbevoie pour recentrer son activité à Nanterre. En 1972, "Microturbo" reprend "Sermel" sous le nom d'IDA.
Le 01 octobre 1978, le groupe Bronzavia devenait le principal actionnaire de "France Aéro-Service", société basée sur l'aérodrome de Toussus-le-Noble, distributeur exclusif en France des avions Piper, école de pilotage, entretien des avions et compagnie aérienne de transport à la demande ayant été le créateur de la ligne régulière La Rochelle-Paris.

### Rachat Thomson, Lucas, Steiner

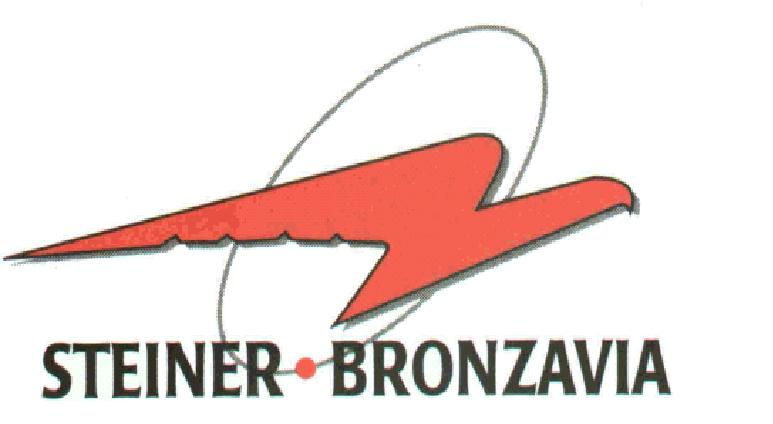
Logo "Steiner- Bronzavia" 1997

En 1982, à la suite de l'association de Thomson-CSF avec la société anglaise Lucas, Bronzavia se retrouve au sein d'une holding regroupant également Auxillec et Abg Semca. À la suite de la fusion avec Air Equipement (groupe Bendix) en 1986, la société devient Bronzavia Air Equipement (BAE) au sein de la holding franco-britannique Thomson-Lucas. Au début de février 1988, BAE Nanterre cède ses activités de mécano-soudure, chaudronnerie, formage de tissu composite et la vente de générateurs d'hydrogène et matériaux d'isolation spatiale rue Jean Perrin, entraînant la fermeture de l'usine Bronzavia de Courbevoie fin 1989. En 1991 la société "Breguet Industrie" forme un groupe industriel constitué des entreprises Delage Aéro Holding et Bronzavia Industrie. En 1994, la société "Steiner" reprend la société "Bronzavia Aéronautique" pour ne faire plus qu'un, sous le nom de "Steiner Bronzavia".

### Les années 2000 et 2010
En 2002, Bronzavia rachète puis absorbe la société HFT basée à Saint-Cannat, puis déménage son atelier à Alès. En 2005, l'usine de Nanterre, ouverte en 1970, ferme et déménage dans la Z.I des Perriers à Sartrouville.
En 2005, le groupe Eramet, unique actionnaire de Bronzavia Industrie, cède 80 % de ses parts à la holding financière SIFKA (Société d'investissement famille Krempp et associés), détenue à parts égales par Olivier et Guillaume Krempp, qui en prennent la direction respectivement en tant que président et directeur général.
En juillet 2010, Bronzavia reprend l'activité d'Aéro92, ancienne filiale d'Auvergne Aéronautique, absorbée de son côté par le groupe Slicom. L'activité d'Aéro92 est transférée de son site de Chilly-Mazarin vers Sartrouville. Cette reprise apporte à Bronzavia des compétences techniques complémentaires, ainsi qu'une croissance de son chiffre d’affaires.

## Activités

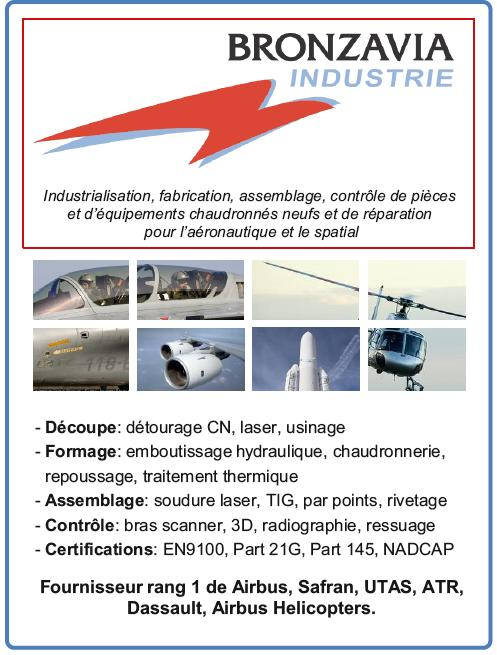
Bronzavia Métiers 2016

Bronzavia est une société de chaudronnerie mécano-soudure (réservoirs hydrauliques, conduits d'échappement, lanceurs de la fusée Ariane ...) spécialisée dans le secteur de l'aéronautique. La société est basée à Sartrouville en France, et appartient au holding SIFKA (Société d'investissement famille Krempp et associés).